# Bîhalțohivka, Ripkî
Bîhalțohivka (în ucraineană Бихальцохівка) este un sat în comuna Malîi Lîstven din raionul Ripkî, regiunea Cernihiv, Ucraina.

## Demografie
Componența lingvistică a localității Bîhalțohivka
     Ucraineană (95,71%)
     Rusă (2,86%)
     Belarusă (1,43%)
Conform recensământului din 2001, majoritatea populației localității Bîhalțohivka era vorbitoare de ucraineană (95,71%), existând în minoritate și vorbitori de rusă (2,86%) și belarusă (1,43%).